# 五月女建設

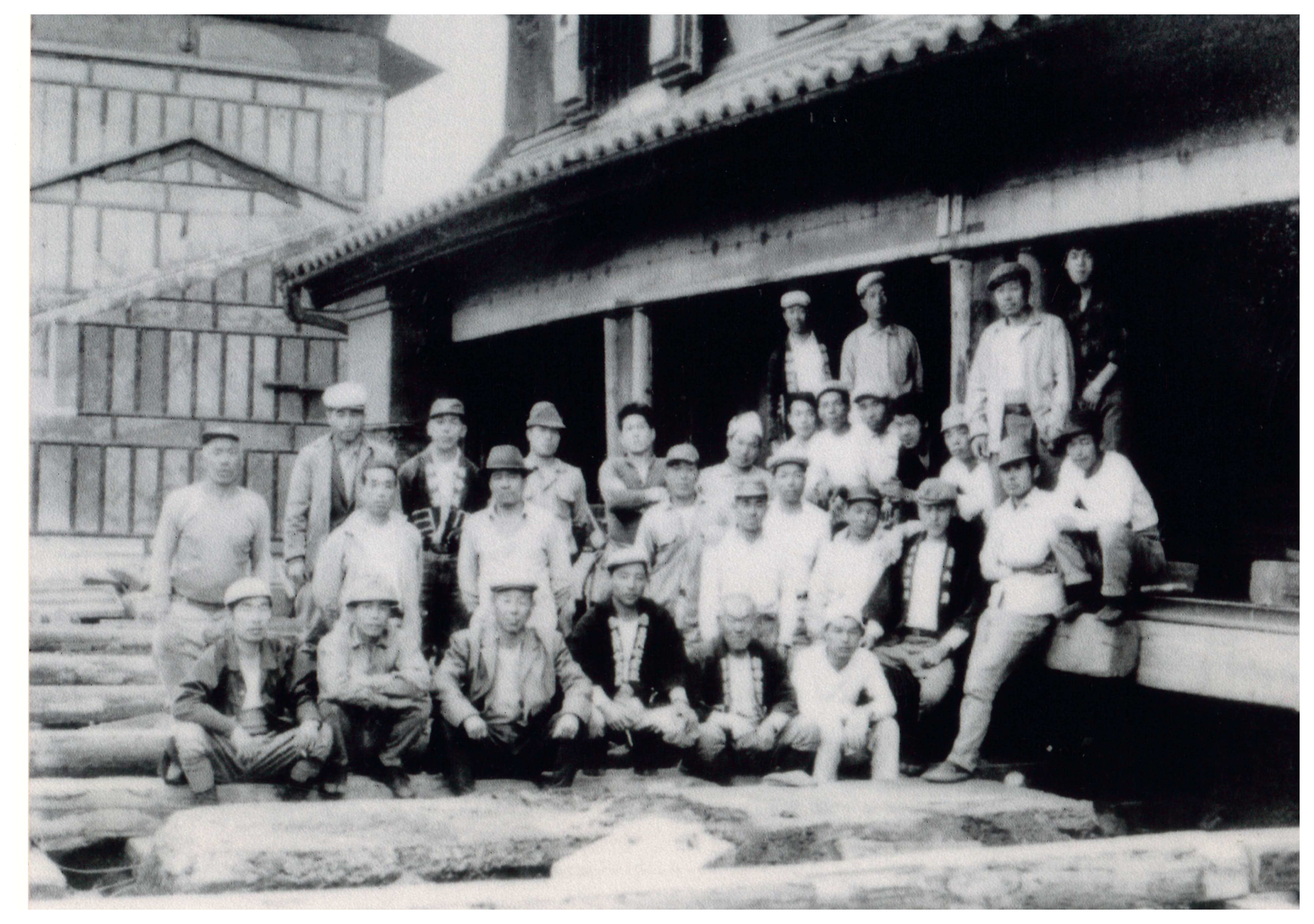
国指定重要文化財旧篠原邸住宅の曳家

五月女建設株式会社（そうとめけんせつ、英: Soutome Kensetsu Co., Ltd.）は、栃木県鹿沼市に本社を置く日本の建設会社である 。1902年（明治35年）の創業以来、120年以上の歴史を持ち、特に建物を解体せずにそのまま移動させる「曳家（ひきや）」という高度な専門技術、地盤沈下等による建物の傾きを直す「沈下修正（ちんかしゅうせい）」、「古民家再生（こみんかさいせい）」を主力事業としている 。
国指定重要文化財「旧篠原邸住宅」や国指定有形文化財「栃木県立真岡高等学校記念館」、登録有形文化財（建造物）「旧東武鉄道下小代駅駅舎」をはじめとする数多くの文化財の保存・移転工事を手がけており、その技術力と実績で知られている 。現代表取締役は五月女紀士（そうとめ もとし）。

## 概要
五月女建設は、栃木県を拠点とする老舗の地域建設会社でありながら、曳家工事、免震・耐震工事、沈下修正工事といった特殊技術分野で全国的に事業を展開している。特に、主力事業である曳家工事においては、栃木県内で唯一の専門機器を保有し、地域の文化財保護や都市開発事業において不可欠な役割を担っている 。
同社の事業哲学は、単に物理的な構造物を移動させるだけでなく、そこに宿る人々の「想い」や「歴史」も共に曳くことにある 。この理念は、特に歴史的建造物や長年住み継がれた個人住宅の工事において重視されており、顧客との深い対話を通じてプロジェクトを進める姿勢に表れている。
2020年の現社長就任以降は、伝統技術の継承と並行して、Google Workspaceなどのクラウドツールを導入し、社内の情報共有の効率化や業務プロセスの近代化を推進している 。これは、建設業界が直面する人材不足や働き方改革といった課題に対応し、次世代への技術と事業の円滑な継承を目指す取り組みの一環である。
同社の事業活動は、単なる建設業の枠を超え、文化財保護という公益性の高い使命と深く結びついている。数々の国指定・県指定の文化財を手がけてきた実績は、同社の事業の中核を成すだけでなく、その存在意義そのものを定義している。一般的な建設会社にとって文化財プロジェクトは稀な機会であるが、五月女建設にとっては、それが主要な事業領域であり、ブランドアイデンティティとなっている。この「文化財の守り手」としての役割が、同社を単なる建設業者から、建築遺産の保存を専門とする技術者集団へと昇華させている。

## 沿革
五月女建設の歴史は、明治、大正、昭和、平成、令和の5つの時代にわたり、日本の近代化と社会資本の整備、そして文化財の保護と共に歩んできた。
| 年                 | 出来事                                                                  | 出典                                     |
| 1902年（明治35年） | 初代・五月女常吉が鹿沼市にて「五月女組」を創業。                        | 五月女建設HP「伝統と実績」               |
| 1924年（大正13年） | 全国の索道工事や橋梁工事を手がけ、「橋梁の五月女」として名声を博す。    | 五月女建設HP「伝統と実績」               |
| 1930年（昭和5年）  | 国指定重要文化財「旧篠原邸住宅」の曳家移転工事を施工。                  |                                          |
| 1952年（昭和27年） | 3月26日、「五月女建設株式会社」として法人設立。                         |                                          |
| 1964年（昭和39年） | 第1回「優良工事知事表彰」を受賞。                                       |                                          |
| 1966年（昭和41年） | 3代目社長に五月女菊野が就任。                                           |                                          |
| 1968年（昭和43年） | 国指定有形文化財「栃木県立真岡高等学校記念館」の曳家移転工事を施工。    |                                          |
| 1988年（昭和63年） | 4代目社長に五月女博が就任。                                             |                                          |
| 2002年（平成14年） | 「優良工事知事表彰」を25度目の受賞。                                    |                                          |
| 2011年（平成23年） | 4代目社長の自宅が、自社施工の免震装置により東日本大震災の揺れに耐える。 |                                          |
| 2020年（令和2年）  | 5代目社長に五月女紀士が就任。Google Workspaceを導入し、DXを推進。       |                                          |
| 2024年（令和6年）  | 社員の五月女晃久が「鹿沼の名匠」に認定される。                          | 鹿沼の名匠「五月女晃久」建築物移転・補修 |

## 事業内容
五月女建設の事業は、伝統的な曳家技術を核としながら、免震、沈下修正、公共工事など、多岐にわたる専門分野をカバーしている。

### 曳家工事
曳家は、建物を解体せずに別の場所へ移動させる建築工法であり、同社の最も象徴的な事業である 。区画整理事業や道路拡張に伴う建物の移転、あるいは歴史的建造物の保存・修復など、様々な目的で活用される。
同社は、この分野で長年の経験と最先端の技術を融合させている。精密な測量技術に基づき、レンドージャッキ🄬やレンドーローラー🄬といった専門機材を駆使して、ミリ単位の精度（±3mm）での移動を可能にする 。また、建物の基礎コンクリートごと移動させる「基礎共工法」などの特殊工法も手がけ、建物へのダメージを最小限に抑えながら、安全かつ確実な移転を実現している 。同社にとって曳家は単なる技術ではなく、顧客の「想い」を未来へつなぐための手段である。この理念は、すべてのプロジェクトにおいて、丁寧な計画と施工に反映されている。

### 関連事業
曳家工事で培った高度な技術と知見は、他の専門分野にも活かされている。
- 免震工事: 地震の揺れを直接建物に伝えないようにする免震構造は、現在最も有効な地震対策の一つとされる 。同社は、新築時の免震システム組み込みから、既存住宅や歴史的建造物の免震改修まで幅広く対応する。特に、曳家技術と組み合わせることで、既存の建物を一度持ち上げ、その下に免震装置を設置するという高度な改修工事を可能にしている 。
- 沈下修正工事: 地盤沈下によって傾いた建物を水平に修正する工事である。軟弱地盤の補強や、ゲリラ豪雨による浸水対策として建物を嵩上げする工事も行う 。これにより、建物の安全性を回復させるだけでなく、基礎の通気性を改善し、建物の寿命を延ばす効果ももたらす。
- 公共工事: 創業以来、道路の新設・維持管理、河川改修、上下水道工事など、地域の社会基盤を支える公共工事に一貫して携わってきた 。長年にわたる実績は、地域社会からの厚い信頼の証である。
- 外構工事: 住宅や施設の塀、門、アプローチ、駐車場など、建物の外周りに関する工事も手がける。機能性だけでなく、住みやすさや景観との調和を重視した施工を行っている 。

五月女建設の事業戦略は、伝統と革新の共生関係に見ることができる。120年以上にわたり培われてきた「曳家」という伝統技術が、現代の最先端技術を導入する必然性を生み出している。文化財のようなかけがえのない建物を、損傷のリスクなく移動させるという極めて高い要求に応えるため、同社は免震システム、精密ジャッキ、デジタル管理ツールといった革新技術を積極的に採用してきた。4代目社長が自らの家で曳家と免震を組み合わせたことは、この戦略を象徴する出来事である 。このように、伝統が提起する課題を革新技術で解決するというサイクルが、同社を常に進化させ、他社にはない独自の価値を創造する原動力となっている。

## 主な施工実績
五月女建設の技術力と信頼性は、数々の高難易度なプロジェクト、特に文化財の保存に関わる実績によって証明されている。

### 文化財・歴史的建造物
同社が手がけた文化財関連の工事は、その歴史と技術の集大成である。
- 旧篠原家住宅（国指定重要文化財）: 宇都宮市にある明治時代の豪商の邸宅で、関東地方でも有数の大型蔵造店舗建築である 。1930年（昭和5年）、国鉄宇都宮駅前のロータリー改修事業に伴い、五月女組（当時）がこの貴重な建物の曳家移転工事を担当した 。この初期の大型プロジェクトは、同社の技術力を示す重要な布石となった。
- 栃木県立真岡高等学校記念館（国指定有形文化財）: 1903年（明治36年）に建設された旧本館で、美しい洋風木造建築である 。1968年（昭和43年）に現在の場所へ移築された後、近年、五月女建設が耐震改修工事を手がけた 。この工事では、建物全体を2.3メートル持ち上げる「揚家（あげや）工法」を用い、下に鉄筋コンクリートの新しい基礎を構築するという技術が採用された 。これは、伝統的な曳家技術と現代の耐震技術を融合させた好例である。
- 旧東武鉄道下小代駅駅舎（国指定有形文化財）: 日光市にある木造の歴史的な駅舎で、同社が曳家移転工事を行った 。この駅舎は後に、2025年放送のNHK連続テレビ小説『あんぱん』のロケ地となり、同社の仕事が文化的な形で再び脚光を浴びることとなった 。
- 大谷石蔵: 日本遺産にも認定されている宇都宮特産の大谷石で造られた石蔵の移転も数多く手がけている 。重量がありながらも脆い特性を持つ大谷石建築の曳家は、極めて高度な技術と経験を要するものであり、同社の専門性の高さを物語っている 。

| 工事名称                   | 文化財指定         | 年           | 概要                                                         | 脚注  |
| 旧篠原邸住宅               | 国指定重要文化財   | 1930年       | 宇都宮駅前ロータリー改修に伴う曳家移転。                     | [ 4 ] |
| 栃木県立真岡高等学校記念館 | 国指定有形文化財   | 1968年, 近年 | 曳家移転、及び近年の耐震改修工事（揚家工法による基礎新設）。 | [ 4 ] |
| 旧東武鉄道下小代駅駅舎     | 国指定有形文化財   | 不明         | 曳家移転工事。NHK朝ドラ『あんぱん』ロケ地。                  | [ 4 ] |
| 大谷石蔵・深岩石蔵         | 日本遺産構成文化財 | 多数         | 道路拡張等に伴う曳家移転。                                   | [ 4 ] |

### その他の特筆すべき工事
同社の技術は文化財だけでなく、現代建築にも適用されている。宇都宮市内で施工した、設計重量460トンにも及ぶ鉄筋コンクリート造2階建て住宅の曳家工事はその一例である 。このプロジェクトでは、旧栃木県庁舎の曳家工事資料なども参考にしながら、構造計算と精密な計画に基づき、巨大な重量物を安全に移転させることに成功した。これは、同社の技術が木造建築だけでなく、重量鉄筋コンクリート構造物にも対応可能であることを示している。

## 社会貢献・企業の取り組み
五月女建設は、事業活動そのものが社会貢献につながるとの考えに基づき、文化財保護や防災技術の向上、そして働きやすい職場環境の構築に積極的に取り組んでいる。

### 文化財保護と防災技術
同社の事業の中核である曳家や免震工事は、歴史的建造物を未来へ継承し、地震などの自然災害から人々の財産と命を守るという、極めて社会貢献度の高い活動である。この取り組みを象徴するのが、THK株式会社との協業による免震技術の導入である 。4代目社長の五月女博氏は、市道拡幅に伴う自宅の移転を機に、曳家と免震技術を組み合わせるという県内初の試みに挑戦した。THKのCSRレポート2011には、この自宅が2011年の東日本大震災において、震度6弱の揺れに見舞われながらも「グラス一つ落ちなかった」という逸話が記録されている。この実体験は、同社が提供する技術の有効性を何よりも雄弁に物語っており、その後の事業展開における大きな自信と信頼の基盤となった。また、公式サイトを通じて国土地理院のハザードマップを紹介するなど、地域住民への防災意識の啓発にも努めている 。

### 職場環境改善への取り組み
同社は、社員が働きがいを感じ、仕事と私生活を両立できる環境づくりを重要な経営課題と位置づけている。その具体的な取り組みが、鹿沼市が推進する「イクボスかぬま宣言」への参加である。これは、経営者が部下のワークライフバランスを積極的に支援することを誓うもので、同社では社長自らが率先してこの理念を実践している。鹿沼市の紹介ページでは、社長をはじめ「イクメン（育児に積極的な男性社員）が屋台骨として会社を引っ張っている」と評されており、男性社員の育児参加がごく自然な企業風土が根付いていることがうかがえる 。
こうした取り組みの背景には、同社の資産は機械や設備ではなく、高度な専門技術を持つ職人たちそのものであるという深い認識がある。社長の個人的なメッセージや採用活動における「生きがい、成長、貢献の場」という言葉、そして社員の功績（「鹿沼の名匠」認定）を公に称える姿勢は、すべて「人」を最も重要な資本と捉える経営哲学の表れである 。この人間中心の文化が、他社には模倣困難な高度専門サービスの質を支え、持続的な成長を可能にしている。

## 受賞歴・認定
- 優良工事知事表彰（栃木県）: 1964年の初受賞以来、2002年までに25回受賞。
- 鹿沼の名匠: 2024年、社員の五月女晃久が、歴史的建造物の移転・保存分野における卓越した技能を認められ、鹿沼市より「鹿沼の名匠」として認定された[3]。
- イクボスかぬま宣言事業所: 2023年、鹿沼市より、従業員のワークライフバランスを支援する企業として認定された[6]。

## メディア掲載
五月女建設のユニークな事業と技術は、様々なメディアで取り上げられている。
テレビドラマ
- 同社が曳家工事を手がけた旧東武鉄道下小代駅駅舎が、NHK連続テレビ小説『あんぱん』（2025年放送）のロケ地として使用され、関連ニュースでその功績が紹介された。

新聞・広報誌
- 『下野新聞』や『広報かぬま』、『鹿沼ケーブルテレビ』などで、社員の「鹿沼の名匠」認定などが報じられている 。[3]
- 『下野新聞』や『真岡新聞』で登録有形文化財「真岡高校記念館」の耐震改修工事が報じられている。
- 「NHK』で重要文化財「旧篠原邸住宅」の曳家工事の解説が報じられている。
- 『下野新聞』で「旧東武鉄道下小代駅駅舎」の曳家工事の様子が報じられている。

企業導入事例
- Google Workspace: 株式会社マツヤMPlus事業部により、同社の先進的なクラウド活用事例として紹介された 。
- THK株式会社: CSRレポート2011において、曳家と免震技術を組み合わせた革新的な取り組みと、東日本大震災での実証効果が特集された[5]